# Magnus Roth

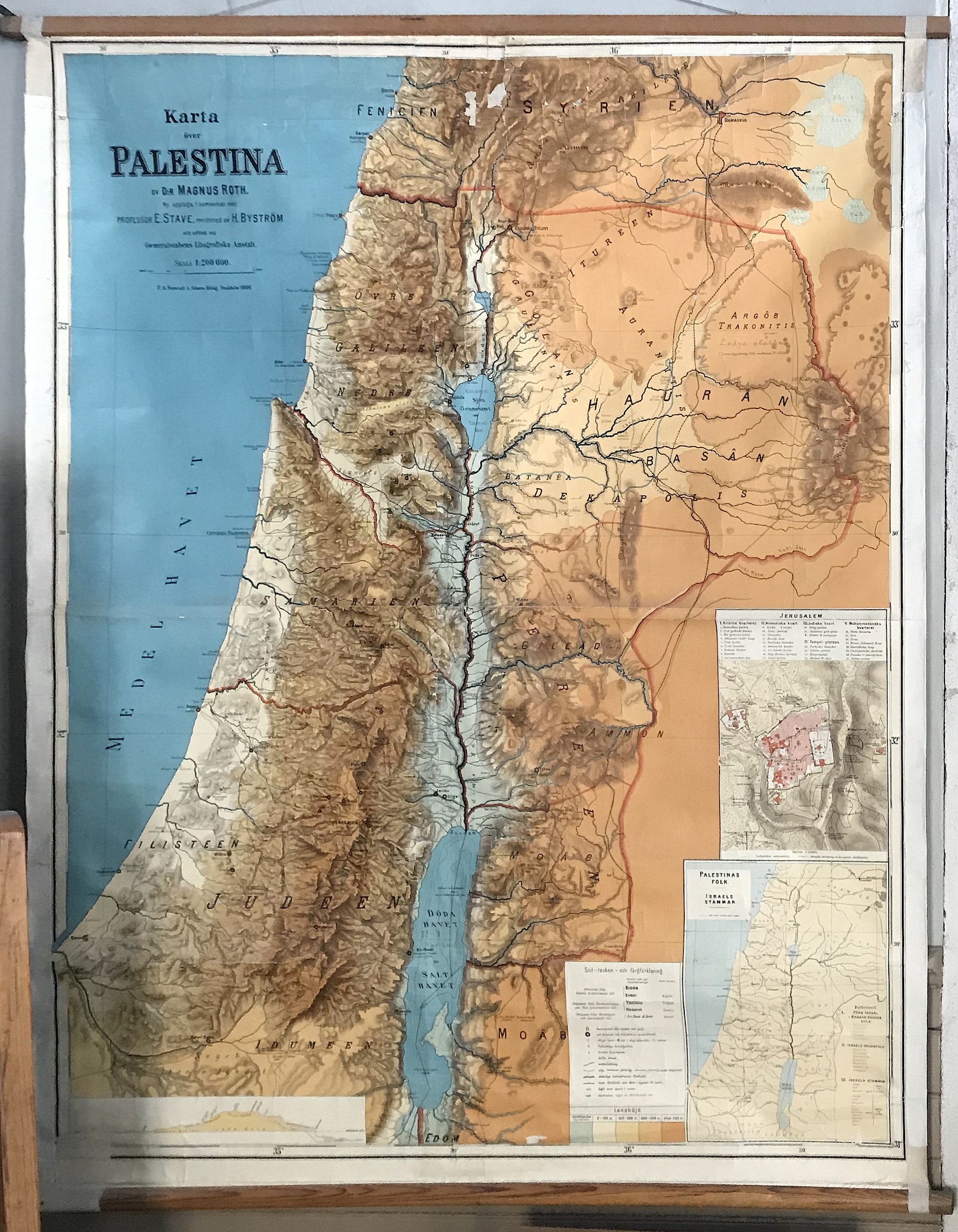
Klassisk svensk skolkarta över Palestina, utarbetad av Magnus Roth i samarbete med Erik Stave och Axel Herman Byström, Skansens skolmuseum

Karta öfver Sverige, Norge och Danmark av Magnu Roth och Edward Backhoff, troligen 1870-talet

Magnus Roth, född 31 juli 1828 på Riseberga gård vid Fjugesta, Örebro län, död 7 december 1895 i Stockholm, var en svensk läroverkslärare och geograf. Han var far till Ansgar Roth.
Magnus Roth blev student 1847, filosofie kandidat 1857 samt filosofie doktor vid Uppsala universitet 1863 på avhandlingen Om abalienationen och reduktionen af kronans gods och räntor i Närike, belönad med Geijers historiska pris. Efter några års tjänstgöring som extra lärare vid Högre elementarläroverket i Örebro blev han 1864 adjunkt där och 1869 adjunkt vid Nya elementarskolan i Stockholm.
Av Roths kartverk kan nämnas Atlas för skolan och hemmet (andra upplagan 1872; bearbetad från tyskan), Väggkarta öfver Sverige, Norge och Danmark (1875, tillsammans med litografen Edward Backhoff) samt Geografisk atlas I och II (många upplagor), vilka båda fick vidsträckt användning såväl i folkskolan som i de allmänna läroverken, vidare flera stora väggkartor, såsom 'Asien, Amerika (vilka påbörjades av Thure von Mentzer), Afrika, Norden, Europa (sjätte upplagan 1914), Bibelns land och folk samt svenska län och landskap (Dalsland, Älvsborgs, Skaraborgs, Göteborgs och Bohus samt Örebro län). År 1878 utgav han Illustrerad geografi för lägre skolor, som 1881 efterföljdes av en större Illustrerad geografi för allmänna läroverken (femte upplagan 1887; förkortad upplaga 1882; femte upplagan utgiven av Konrad Hagman 1902).